# Tōru Iwatani

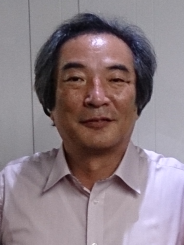
Tōru Iwatani (2023)

Tōru Iwatani (jap. 岩谷 徹, Iwatani Tōru; * 25. Januar 1955 in Meguro, Tokio, Japan) ist ein japanischer Professor und ehemaliger Videospielentwickler. Er hat mit Pac-Man in den 1980er Jahren eines der populärsten Arcade-Spiele erschaffen.

## Leben
Iwatani schloss sich 1977 der Computersoftwarefirma Namco an, bei der seine Karriere in der Videospielindustrie begann. Dort kam er auf die Idee für ein Spiel mit dem Namen Puck-Man und vervollständigte es zusammen mit dem Programmierer Hideyuki Mokajima und drei anderen Angestellten von Namco 1979. Es wurde am 10. Oktober des gleichen Jahres in Japan veröffentlicht, wo es ein großer Erfolg wurde. Es zog die Aufmerksamkeit des Arcadespiel-Herstellers Bally/Midway Games auf sich, welcher sich dann die US-Rechte für das Spiel und die Veröffentlichung in den USA unter dem Namen Pac-Man sicherte, in der Befürchtung, dass Kinder bei Puck Man-Arcade-Automaten das ‚P‘ in ein ‚F‘ ändern könnten. Sein Erfolg in Nordamerika und später auf der ganzen Welt festigte seinen Platz in der Geschichte der Videospiele.
Iwatani erschuf ein paar weitere Videospiele, inklusive Libble Rabble, aber keines davon erreichte den Erfolg von Pac-Man.
Er verließ Namco 2007 nach fast drei Jahrzehnten und wechselte auf die Universität Tokio, um dort angehende Spieleentwickler zu unterrichten. Bereits im April 2005 erhielt Iwatani eine Gastprofessur an der Universität Osaka und unterrichtete dort Charakter Design Studien.

## Sonstiges
Tōru Iwatani hatte 2015 einen Cameo-Auftritt als „Electric Dream Factory Repairman“ (Arcade-Spiel-Mechaniker) in der Science-Fiction-Filmkomödie Pixels. Er selbst wurde in dem Film von Denis Akiyama dargestellt. Der Film handelt vom Kampf gegen Außerirdische, die in Form von Arcade-Spiel-Figuren aus den 80er-Jahren die Bewohner der Erde zu Duellen herausfordern. In der Filmsequenz mit Tōru Iwatani kämpfen die Protagonisten gegen Pac-Man.